# Стригальня
Стрига́льня — село в Україні, в Міжгірській селищній громаді Хустського району Закарпатської області.

## Географія
На південному сході від села бере початок річка Толчка, права притока Тереблі.

## Назва
Колишня назва — Стригальні.
Згадки назви села в різних історичних джерелах: 1770—1772 — Sztrihalny (вперше згадується), 1780-1781 — Sztruhálya, 1789 — Sztrihalnyi, Sztrihalyni, 1808 — Sztrihalyna, Strihalňa, 1828 — Sztrihalnya, 1838 — Sztrihalnya, 1851 — Sztrihajna, 1877 — Sztrihánya, 1898 — Sztrihálnya, 1907–1913 — Fenyves, 1925 —Strihálňa, 1930 — Střihalně, 1944 — Fenyvestelep, Стригальня, 1983 — Стригальня, Стригальня.

## Релігійні споруди

### Церква Покрови Богородиці (1913 рік)
Церква належить до «нових» церков, але має всі ознаки традиційного будівництва. Церква двозрубна, невеликих розмірів. Бабинець однакової ширини з навою, вівтарний зруб вужчий.
З-під бляхи видно старе ґонтове покриття даху, конструктивні вузли, гарну аркаду верхніх голосниць. Різьблені стовпчики колись відкритого ґанку тепер закриті скляною верандою. На південному фасаді є ще одні двері. Дерев'яна дзвіниця коло церкви старша за церкву і походить з XIX ст. Архаїчний вигляд має гострий шатровий верх дзвіниці, а також одвірок і двері. Ансамбль дерев'яних споруд розташовано на височенному пагорбі у центрі села.
Збереглося в пам'яті старих людей і прізвище майстра, що будував церкву. Це був Василь Ковбашин з села Верхній Бистрий, який за свою майстерність і вміння допомогти людям отримав прізвисько Сус (Ісус).

У 1930-х роках тодішній дяк продав частину церковного лісу, а виручені кошти пішли частково на спорудження каплиці в Міжгір'ї, а частково — на іконостас у Стригальні.

## Населення
Згідно з переписом УРСР 1989 року чисельність наявного населення села становила 495 осіб, з яких 202 чоловіки та 293 жінки.
За переписом населення України 2001 року в селі мешкали 504 особи.

### Мова
Розподіл населення за рідною мовою за даними перепису 2001 року:
| Мова       | Відсоток |
| ---------- | -------- |
| українська | 99,61 %  |
| російська  | 0,39 %   |